# القانون الأساسي لدولة الفاتيكان
القانون الأساسي لدولة مدينة الفاتيكان (الإيطالية: Legge Fondamentale dello Stato della Città del Vaticano) هي الوثيقة القانونية الحاكمة الرئيسية للكيانات المدنية في الفاتيكان. القانون الأساسي موجود منذ عام 1929.

## تاريخ
نُشر القانون الأساسي لأول مرة في 7 يونيو 1929، بناءً على سلطة البابا بيوس الحادي عشر. 
في 26 نوفمبر 2000، أصدر البابا يوحنا بولس الثاني نسخة جديدة من القانون الأساسي. وقد حصل على قوة القانون في 22 فبراير 2001، عيد كرسي القديس بطرس، واستبدل بالكامل القانون الأساسي لمدينة الفاتيكان الصادر في 7 يونيو 1929. تم إلغاء جميع القواعد المعمول بها في دولة الفاتيكان والتي لم تكن تتفق مع القانون الأساسي الجديد. 
في 13 مايو 2023، نشر البابا فرانسيس نسخة جديدة من القانون الأساسي.  دخل هذا الإصدار الجديد حيز التنفيذ في 7 يونيو 2023. 

## قراءة إضافية
- Dalla Torre، Giuseppe (2002). "La nuova legge fondamentale dello Stato della Città del Vaticano". Angelicum. ج. 79 ع. 3: 711–724. ISSN:1123-5772. JSTOR:44617069. مؤرشف من الأصل في 2023-05-14.
- La Vella, Giancarlo (13 May 2023). "New Fundamental Law gives Vatican a renewed missionary impetus". Vatican News (بالإنجليزية). Retrieved 2023-05-14.
- Gagliarducci, Andrea (18 May 2023). "What does Pope Francis' new 'Fundamental Law' mean for Vatican City State?". Catholic News Agency (بالإنجليزية). Retrieved 2023-05-19.

## روابط خارجية
- نسخة 1929 (باللغة الإيطالية) ( في ملحق AAS ، ص 2-5 و 34-37 من ملف PDF )
- إصدار 2000 ؛ هنا أيضًا (باللغة الإيطالية) ( باللغة الإنجليزية ) ( في ملحق AAS ، ص 1054-64 من ملف PDF )
- نسخة 2023 (باللغة الإيطالية) (باللغة الإيطالية )